# Steve Seymour
Stephen Andrew Seymour, detto Steve (New York, 4 ottobre 1920 – Los Angeles, 18 giugno 1973), è stato un giavellottista statunitense.

## Palmarès

### Olimpiadi
- Argento a Londra 1948 nel lancio del giavellotto.

### Giochi panamericani
- Argento a Buenos Aires 1951 nel lancio del giavellotto.